# تویا
تُویا (گاه به صورت توییو، تویو، تویا، تجیو یا تویو) یک بانوی نجیب‌زاده مصری و مادر ملکه تیه (ملکه) و همسر یویا بود. او مادربزرگ آخناتون و نیای بزرگ توت‌عنخ‌آمون است.

## زندگی‌نامه
گمان می‌رود تویا از نوادگان ملکه احمس-نفرتاری باشد و او در بسیاری از نقش‌های رسمی در پیوند میان مذهب و حکومت در مصر باستان مشارکت داشته است. او در آیین‌های مذهبی مختلف نقش داشت و از جمله عنوان‌های او می‌توان به «خواننده حاثور» و «رئیس نوازندگان» برای آمون و مین (اسطوره) اشاره کرد. او همچنین مسئولیت مهمی در مقام «سرپرست حرم‌سرا» برای خدای مین (اسطوره) در اخمیم و خدای آمون در طیبه (مصر) داشت. او با یویا، یکی از درباریان قدرتمند مصر باستان در دوره دودمان هجدهم مصر ازدواج کرد. گمان می‌رود که او در حدود ۱۳۷۵ پ.م. در دهه ۵۰ زندگی‌اش درگذشته باشد.

## فرزندان
تویا و یویا دختری به نام تیه (ملکه) داشتند که همسر فرعون آمنهوتپ سوم شد. همسر بزرگ سلطنتی، بالاترین مقام مذهبی مصر بود که در مراسم و آیین‌های رسمی در کنار فرعون شرکت می‌کرد.
آن‌ها همچنین پسری به نام آنن داشتند که دارای عنوان‌هایی همچون «صدر اعظم مصر سفلی»، «دومین پیامبر آمون»، «کاهن اعظم هلیوپولیس» و «پدر الهی» بود.
گمان می‌رود که آن‌ها والدین احتمالی آیی، درباری برجسته در دوران حکومت آخناتون، نیز بوده باشند که پس از مرگ توت‌عنخ‌آمون به تخت فرعونی رسید. با این حال، شواهد قطعی در مورد نسبت یویا و آیی وجود ندارد، اما مشخص است که هر دو از اخمیم بودند.

## آرامگاه

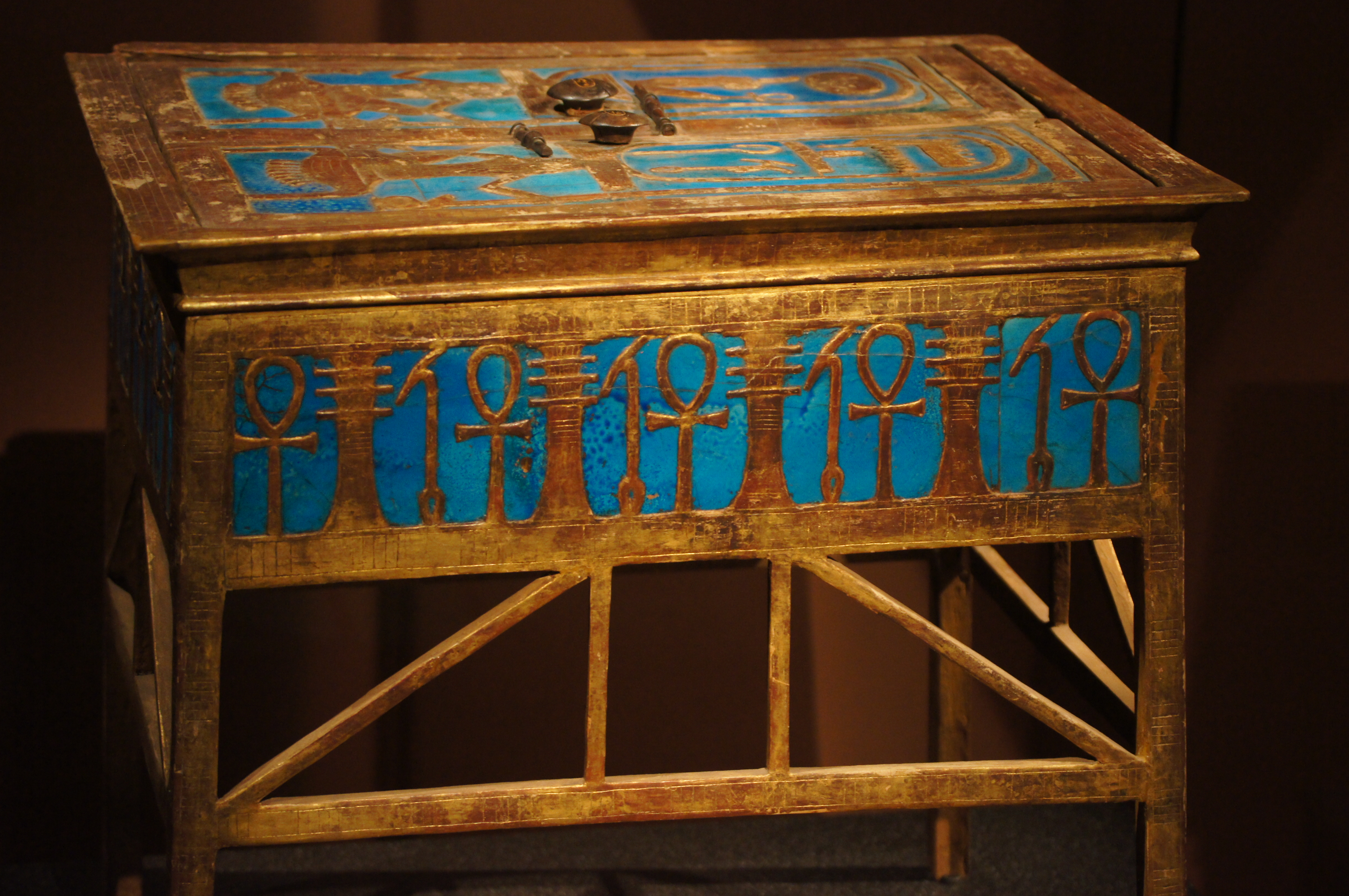
جعبه جواهری از مقبره یویا و تویا

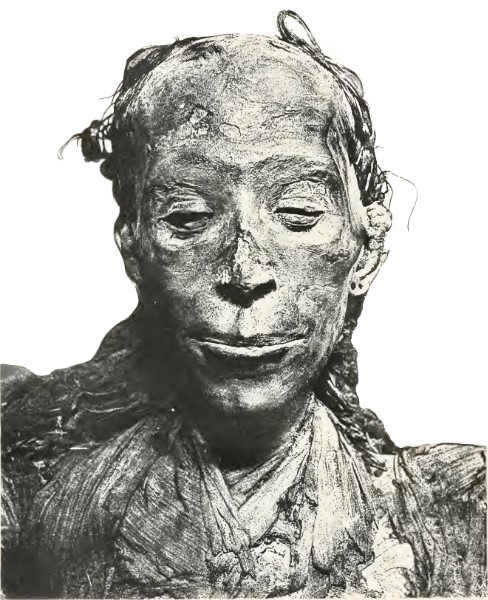
مومیایی تویا

تویا در آرامگاه KV46 در دره پادشاهان، در کنار همسرش یویا به خاک سپرده شد. این مقبره که در سال ۱۹۰۵ کشف شد، تا پیش از کشف مقبره توت‌عنخ‌آمون، سالم‌ترین مقبره کشف‌شده در این دره محسوب می‌شد. این مقبره توسط گروهی از کارگران به سرپرستی باستان‌شناس جیمز کویبِل و به نمایندگی از میلیونر آمریکایی تئودور م. دیویس کشف شد. هرچند که مقبره در دوران باستان مورد دستبرد قرار گرفته بود و تمامی جواهرات جعبه‌های جواهرات آن به سرقت رفته بودند، بسیاری از اشیای آن همچنان در جای خود باقی بودند، از جمله تخت‌ها، جعبه‌ها، تابوت‌ها، ارابه و مومیایی‌های دو صاحب مقبره.
تابوت چوبی بزرگ تویا، با روکش طلا و رنگ سیاه، در برابر دیوار جنوبی مقبره قرار داده شده بود. این تابوت مستطیل‌شکل است و درپوش آن به شکل سقف شیب‌دار زیارتگاه پر-ور مصر علیا طراحی شده است و بر روی پایه‌های تزیینی سورتمه‌مانندی قرار دارد که سه تیرک متصل در زیر آن‌ها، غیرعملکردی بودنشان را نشان می‌دهد. دزدان باستانی تابوت را تا حدی از هم جدا کرده بودند تا به تابوت‌های داخلی و مومیایی او دسترسی پیدا کنند. درپوش و یکی از دیواره‌های بلند آن را روی تختی در سوی دیگر مقبره قرار داده بودند، درحالی‌که دیوارهٔ دیگر را به دیوار جنوبی تکیه داده بودند.
تابوت بیرونی او که به‌صورت انسان‌شکل و دارای روکش طلا بود، برداشته شده و درپوش آن روی تخت‌ها قرار داده شده بود، درحالی‌که قسمت زیرین تابوت در دورترین گوشهٔ مقبره گذاشته شده بود. درپوش تابوت دوم (داخلی‌ترین تابوت)، که آن نیز با طلا پوشیده شده بود، برداشته و به کناری گذاشته شده بود، اما قسمت زیرین تابوت و مومیایی او همچنان درون تابوت بیرونی باقی مانده بودند. کویبل بر این باور بود که این امر به دلیل دشواری سارقان دربرداشتن درپوش این تابوت رخ داده است.

### مومیایی
پیکر مومیایی‌شدهٔ تویا درحالی یافت شد که با پارچهٔ بزرگی از کتان پوشانده شده بود. این پارچه در پشت گره خورده و با چهار نوار بسته شده بود. این نوارها با رزین پوشانده شده بودند و در مقابل هر یک از آن‌ها، عناوین طلایی او که از ورق طلا بریده شده بودند، قرار داشت. پوشش رزینی بر روی لایه‌های زیرین نوارها، اثر یک طوق عریض بزرگ را حفظ کرده بود. نوارهای مومیایی که زمانی پیکر پیچیده‌شدهٔ او را پوشانده بودند، در بالای کوزه‌های ذخیره‌سازی در سوی دیگر اتاق پیدا شدند.
نخستین بررسی بر روی پیکر او توسط کالبدشناس استرالیایی گرافتن الیوت اسمیت انجام شد. او دریافت که تویا زنی سالخورده و کوتاه‌قد، به ارتفاع ۱٫۴۹۵ متر (۴٫۹۰ فوت)، با موهای سفید بوده است. هر دو نرمهٔ گوش او دارای دو سوراخ بودند. دستان او به‌صورت صاف در کنار بدنش قرار داشتند و کف دستانش بر روی ران‌هایش گذاشته شده بودند. برش مومیایی او با نخ دوخته شده بود و در انتهای پایینی آن، مهره‌ای از عقیق جگری متصل شده بود؛ حفرهٔ بدنش با پارچهٔ کتانی آغشته به رزین پر شده بود.
هنگامی که داگلاس دری، که بعدها نخستین کالبدشکافی مومیایی توت‌عنخ‌آمون را انجام داد، در حین بررسی به اسمیت کمک می‌کرد و پای تویا را آشکار کرد تا قد او را به‌طور دقیق اندازه بگیرد، مشخص شد که او صندل‌هایی از ورق طلا به پا دارد. اسمیت سن او را تنها بر اساس ظاهر خارجی‌اش بیش از ۵۰ سال برآورد کرد.
اسکن سی‌تی، سن او در زمان مرگ را بین ۵۰ تا ۶۰ سال تخمین زده است. مغز او برداشته شده بود، اما هیچ ماده‌ای جایگزین آن نشده بود، و هر دو سوراخ بینی‌اش با پارچهٔ کتانی پر شده بودند. مواد مومیایی به درون حفره‌های چشمی او تزریق شده بود و همچنین پرکننده‌هایی در بخش‌های میانی و پایین‌تر صورتش قرار داده شده بودند تا ظاهر او طبیعی‌تر به نظر برسد. مواد مومیایی در دهان و گلو نیز قرار داده شده بودند.
دندان‌های او در زمان مرگش وضعیت نامناسبی داشتند و چندین دندان آسیاب او از بین رفته بودند. فرسایش شدید و آبسه‌ها در تصاویر پرتوی ایکس پیشین دیده شده بودند.
اسکن نشان داد که او دچار کژپشتی خفیف بوده است و زاویهٔ زاویه کاب او ۲۵ درجه بوده است. هیچ دلیل مشخصی برای مرگ او یافت نشد. مومیایی او دارای شمارهٔ موجودی CG 51191 است.